# Jean-Claude Pagal
Jean-Claude Pagal est un footballeur international camerounais né le 15 septembre 1964 à Yaoundé. Il évoluait au poste de défenseur.

## Biographie
Effectuant l'essentiel de sa carrière en France, Jean-Claude Pagal participe avec les Lions Indomptables à l'épopée camerounaise lors de la Coupe du monde de football de 1990. Il ne participe pas à la Coupe du monde de football de 1994 car il est écarté par Henri Michel. 
Il était surnommé, lors de ses jeunes années lensoises, "Mobylette", à cause de ses longues chevauchées solitaires.
Il termine sa carrière à Carlisle, où il ne dispute qu'un seul match : le 21 février 1998 contre Gillingham Football Club. 
Joueur particulièrement caractériel, il n'hésite pas à faire un bras d'honneur au stade Francis Turcan lors de l'un des grands duels de Division 1 FC Martigues - Olympique de Marseille (1993-1994, 0-3). Le stade était évidemment tout acquis aux olympiens et Jean-Claude Pagal jouait à Martigues. Cet événement précipite son départ au mercato suivant.
Pire encore : furieux de ne pas avoir été sélectionné pour la Coupe du monde 1994, il va agresser son sélectionneur, Henri Michel, à l'aéroport d'Orly où l'équipe est en transit.

## Carrière
- Paris université club  France
- 1982-1989 : RC Lens  France
- 1989-1990 : La Roche Vendée Football  France
- 1990-1993 : AS Saint-Étienne  France
- 1993-1994 : FC Martigues  France
- 1994-1995 : Club América  Mexique
- 1995-1996 : FC Seraing  Belgique
- 1997-1998 : Carlisle United  Angleterre[2]

## Palmarès
- Finaliste de la Coupe Gambardella en 1983 avec le RC de Lens
- International camerounais